# 羽繼烏有
羽繼烏有（日语：／ Utsugi Uyu），是Holostars所属的一位日語虚拟主播，於2022年3月29日出道。

## 人物概述
羽繼烏有是Holostars UPROAR!!的成員。外觀設定為怪盜，角色設定為一位愛美、變換自在的怪盜。因為聽說了有種只有偶像才能獲得的寶物，為了得到那寶物，決定成為偶像。
羽繼烏有的角色設計者為。直播內容以遊戲、歌唱與雜談為主。

## 活動歷史
2022年3月19日 Holostars在「Hololive SUPER EXPO 2022」上展出了新組合「UPROAR!!」的宣傳 PV 與等身大立牌，同步在官方推特上釋出四人的簡介資料。同年3月29日，羽繼烏有於YouTube上正式出道。
2022年8月6日，夏日服裝發布。同年11月19日，公布3D模型並进行直播。
2023年1月2日，正月服裝發布。

## 參與活動

### holostar 全體直播
- HOLOSTARS 5th Anniversary Live -Movin’ On!-（日语：HOLOSTARS 5th Anniversary Live -Movin’ On!-）（2023年6月8日）[12][13]

### holostar UPROAR!! 直播
- holostar UPROAR!! 一周年紀念 Live（2023年3月31日）[14][15]

### 其他活動
- Jump UPROAR!!（ジャンプアップロー‼）[16][17]
- Holizontal JAM Overwatch 2 powered by Holizontal featuring Xbox（2023年8月30日）[18][19]

## 音樂作品

### 個人
|      | 發布日期     | 樂曲名稱            | 數位媒體規格產品編號 | 備註          |
| ---- | ------------ | ------------------- | -------------------- | ------------- |
| 單曲 |              |                     |                      |               |
| 1    | 2023年4月1日 | メンヘラ▼パニック！ | CVRD-276             | [ 20 ] [ 21 ] |

## 外部連結
- 羽繼烏有在hololive的官方主頁 （日語）
- YouTube上的Uyu Ch. 羽継烏有 - UPROAR!! -頻道（英文）
- 羽繼烏有的X（前Twitter）